# Jeremiah Denton
Pour les articles homonymes, voir Denton.
Jeremiah Andrew Denton, né le 15 juillet 1924 à Mobile et mort le 28 mars 2014 à Virginia Beach, est un militaire et homme politique américain, membre du Parti républicain.

## Biographie

### Carrière militaire
À partir de 1943, Jeremiah Denton sert dans la marine américaine. Il participe à la guerre du Viêt Nam et est capturé en 1965 par les Nord-Vietnamiens. De ses souvenirs des quelque huit années passées comme prisonnier de guerre au Nord-Vietnam, il a tiré un livre, devenu depuis un film qui retrace son expérience. Lors d'un entretien télévisé de propagande en 1966 qu'il est contraint de faire comme prisonnier de guerre, tout en répondant à une question, il cligne des yeux énonçant le mot « torture » en morse, confirmant pour la première fois à l'armée américaine que les prisonniers de guerre américains sont torturés dans le Nord-Vietnam. Libéré en février 1973, il devient l'année suivante commandant d'un collège de guerre, avant de quitter le service actif le 1er novembre 1977 avec le grade de « Rear admiral ».

### Carrière politique
Il devient membre du Parti républicain et est élu sénateur des États-Unis pour l'Alabama en novembre 1980. Il se représente en 1986 mais est battu par le démocrate Richard Shelby qui rejoindra le Parti républicain en 1994.